# Scytopetalum
Scytopetalum ist eine Pflanzengattung aus der Familie der Topffruchtbaumgewächse (Lecythidaceae) mit drei Arten, die im tropischen Westafrika beheimatet sind.

## Beschreibung
Scytopetalum sind Bäume oder Sträucher, die Blätter sind ganzrandig, die Blütenstände unbestimmt mit kahler Blütenstandsachse. Die Blattstiele haben am Ansatz eine Zone mit Trenngewebe. Der Kelch vergrößert sich nach der Blüte weiter. Die zwölf bis sechzehn Staminodien sind kahl. Die Scheinkrone ist dick und lederig.
Der Fruchtknoten ist oberständig und hat sieben bis acht, selten sechs Fruchtblätter. In jedem Fach finden sich zwei Samenanlagen, die Früchte sind beerenähnlich.

## Verbreitung
Die Gattung ist im tropischen Westafrika und im tropischen Zentralafrika beheimatet.

## Systematik
Die Gattung wurde 1897 durch Adolf Engler beschrieben. Sie umfasst vier Arten:
- Scytopetalum kamerunianum Engl.: Sie kommt in der Demokratischen Republik Kodngo, Kamerun, Congo, Gabun und auf Inseln im Golf von Guinea vor.[1]
- Scytopetalum klaineanum Pierre ex Engl.: Sie kommt in Kamerun, Congo, Äquatorial-Guinea, Gabun und auf Inseln im Golf von Guinea vor.[1]
- Scytopetalum pierreanum (De Wild.) Tiegh.: Sie kommt in der Zentralafrikanischen Republik, Kamerun, Congo, Gabun und in der Demokratischen Republik Kongo vor.[1]
- Scytopetalum tieghemii Hutch. & Dalziel: Sie kommt in Gnana, der Elfenbeinküste, Liberia und Sierra Leone vor.[1]